# Моя девушка — кумихо
Моя девушка — кумихо (кор. 내 여자친구는 구미호, также известная как «Моя девушка — девятихвостая лисица») — южнокорейская дорама 2010 года с Ли Сын Ги и Син Мина в главных ролях. Транслировалась на канале SBS с 11 августа по 30 сентября 2010 года. Сериал состоит из 16 эпизодов.

## Сюжет
Ча Дэ Ун (Ли Сын Ги) — обычный студент, мечтающий стать звездой боевиков. Однажды он случайно освобождает кумихо (Син Мина) — легендарную девятихвостую лису, заточённую в старинной картине Бабушкой Самшин (кор. 三神). Спасаясь бегством, Дэ Ун падает с большой высоты и оказывается на грани жизни и смерти. Его спасает лишь кумихо, отдав ему свою «лисью бусину» (кор. 여우 구슬). Когда Дэ Ун приходит в себя, он встречает загадочную и невероятно красивую девушку. Поначалу он считает её чудачкой или душевнобольной, но вскоре она открывает ему правду: на самом деле она — кумихо в человеческом обличье. Согласно мифам, кумихо питаются мужской печенью, поэтому Дэ Ун до смерти напуган, а лиса, пользуясь его страхом, неотступно следует за ним. Он даёт ей имя «Ми Хо» и, чтобы она была довольна, покупает ей говядину и скрывает её истинную сущность от остальных людей. Ми Хо больше всего на свете хочет стать человеком, и они заключают сделку: она одолжит ему свою волшебную бусину, чтобы он, получив невероятную скорость и силу, мог выполнять сложные трюки на съёмках; взамен он поможет ей обрести человеческий облик. Со временем они узнают друг друга лучше, и Дэ Ун оказывается очарован тем, с каким детским восторгом Ми Хо смотрит на мир.
Появляется Пак Тон Чжу (Но Мин У) — получеловек, полусверхъестественное существо, который для прикрытия работает ветеринаром. Его изначальной миссией было поймать кумихо и вернуть обратно в картину. Однако, увидев Ми Хо, он меняет свои планы, ведь она — вылитая Киль Даль, девушка-токкэби, которую он любил много веков назад. Подозревая, что Ми Хо — реинкарнация Киль Даль, он становится её наставником: присматривает за ней и снабжает информацией о людях, при этом постоянно предостерегая, что им нельзя доверять. Тон Чжу объясняет Ми Хо, что она сможет стать человеком, если будет следовать его указаниям: она должна выпить его кровь, а затем поместить свою бусину лисы в тело человека на сто дней. Как только она это сделает, её сверхъестественная сущность начнёт постепенно угасать. Энергия кумихо будет медленно иссякать, пока бусина, находясь в человеке, впитывает жизненную силу. Когда Ми Хо заберёт бусину обратно, она станет человеком. Девушка с радостью соглашается, а Дэ Ун принимает её бусину.
Однако Тон Чжу намеренно утаил, что этот процесс приведёт к смерти человека. Постепенно Ми Хо и Дэ Ун влюбляются друг в друга, не зная о последствиях достижения её цели: через сто дней Дэ Ун умрёт, если Ми Хо станет человеком, однако сама Ми Хо погибнет, если не вернёт свою бусину.

## В ролях

### Главные роли
| Актёр       | Персонаж                           | Описание |
| ----------- | ---------------------------------- | --- |
| Ли Сын Ги   | Ча Дэ Ун                           | Непутёвый начинающий актёр, в раннем детстве потерял родителей и был воспитан состоятельными дедушкой и тётей. |
| Син Мина    | Ку Ми Хо / Пак Сон Чжу / Киль Даль | Легендарная девятихвостая лисица («кумихо»), которая 500 лет была заточена в картине.                          |
| Но Мин У    | Пак Тон Чжу                        | Получеловек, полусверхъестественное существо, который для прикрытия работает обычным ветеринаром.              |
| Пак Су Джин | Ын Хе Ин                           | Старшая сокурсница и первая любовь Дэ Уна.                                                                     |

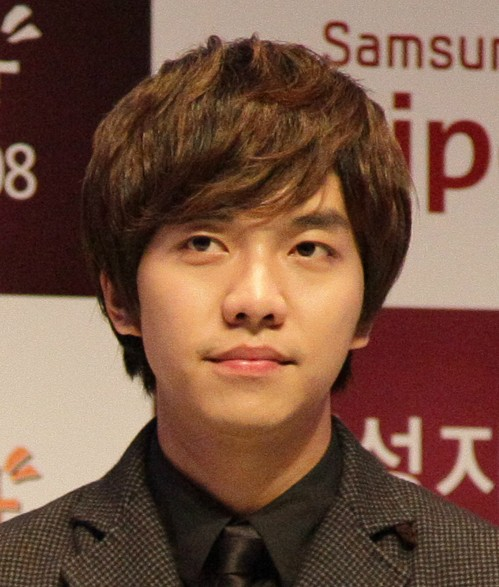
Ли Сун Ги исполнивший роль Ча Дэ Уна.
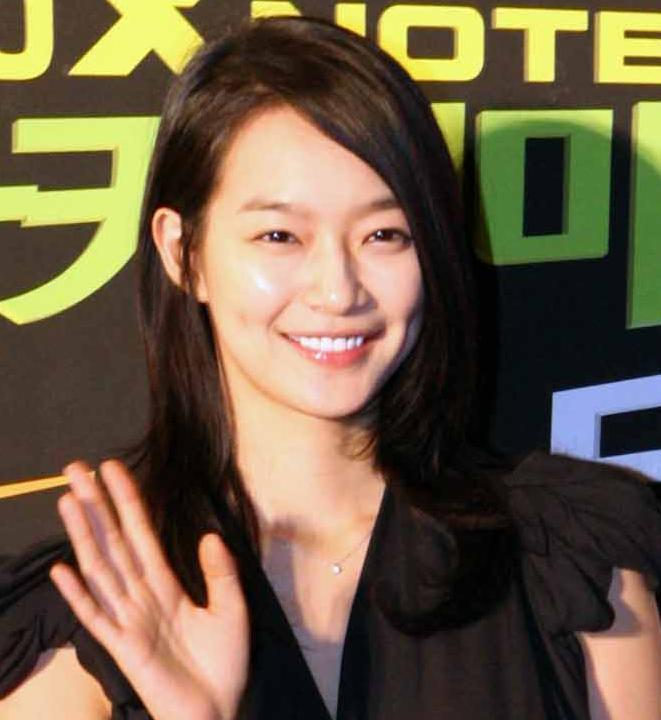
Син Мина исполнившая роль Ку Ми Хо.
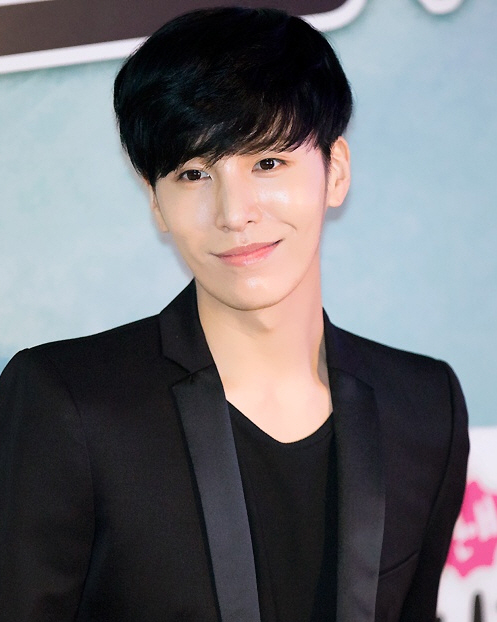
Но Мин У исполнивший роль Пак Тон Чжу.
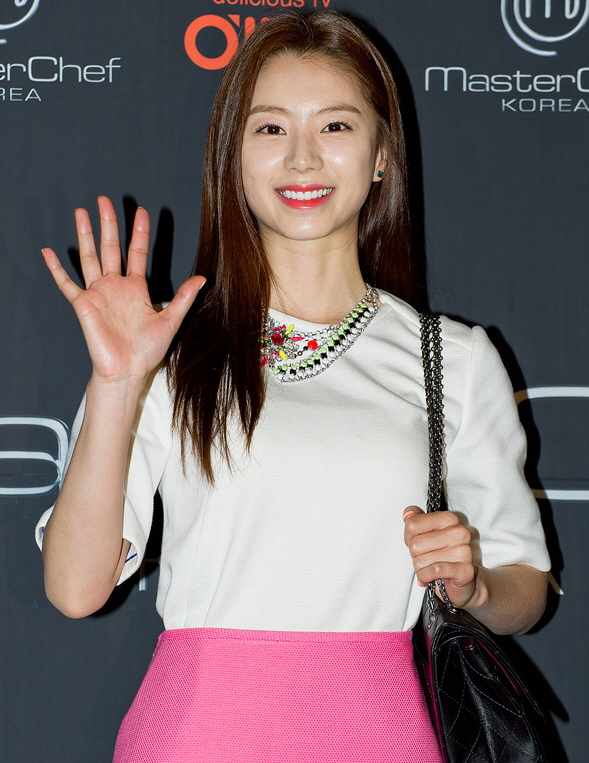
Пак Су Джин исполнившая роль Ын Хе Ин.

### Второстепенные роли
| Актёр       | Персонаж   | Описание                                                                    |
| ----------- | ---------- | --------------------------------------------------------------------------- |
| Сон Дон Иль | Бан Ду Хон | Постановщик трюков и руководитель школы каскадёров, в которой учится Дэ Ун. |
| Юн Ю-сун    | Ча Мин-сук | Тётя Дэ Уна.                                                                |
| Бён Хи-бон  | Ча Пун     | Строгий, но любящий дедушка Тэ Уна.                                         |
| Ким Хо-чхан | Ким Бён-су | Лучший друг и одноклассник Дэ Уна по школе каскадёров.                      |
| Хёмин       | Бан Сон Нё | Подруга Дэ Уна и дочь Бан Ду Хона.                                          |

### Эпизодические роли
- Им Хен Сик[англ.] в роли буддийского монаха (1, 8, 15 серии)
- Ли Су Гын[англ.] в роли офицера полиции (4 серия)
- Ким Юджин в роли студентки по специальности «Искусство» (5 серия)
- Пак Синхе в роли Го Ми Нье (6-я серия)
- Ли Хон Ки в роли Джереми (16-я серия)
- Ким Чжи Ён[англ.] в роли Бабушки Самшин[англ.] (15, 16-я серии)

## Саундтрек
| №                   | Название | Текст песни                  | Музыка                       | Исполнитель         | Длительность |
| ------------------- | --- | ---------------------------- | ---------------------------- | ------------------- | ------------ |
| 1.                  | «Losing my mind (Daewoong Theme)» (정신이 나갔었나봐 (대웅 Theme))                                           |                              |                              | Ли Сын Ги           | 3:28         |
| 2.                  | «Fox rain (Main Theme)» (여우비 (Main Theme))                                                                | Brave Brothers               | Brave Brothers               | Ли Сонхи            | 4:12         |
| 3.                  | «The person I will love (Miho Theme)» (내가 사랑할 사람 (미호 Theme))                                        |                              |                              | Ли Сыль Би          | 3:39         |
| 4.                  | «Ulalah» (울랄라)                                                                                            | G-High (MonoTree)            | G-High (MonoTree)            | Ким Кон Мо          | 3:32         |
| 5.                  | «Two become one (Love Theme) (With Bonggu of Gilgu Bonggu)» (둘이 하나 (Love Theme) (With 봉구 of 길구봉구)) | Ким Дохун (RBW), Ли Хьон Син | Ким Дохун (RBW), Ли Хьон Син | Лин                 | 3:32         |
| 6.                  | «Shalalah» (샤랄라)                                                                                          |                              |                              | Син Мина            | 3:35         |
| 7.                  | «Trap (Dong Ju Theme)» (덫 (동주 Theme))                                                                     |                              |                              | Но Мин У            | 3:40         |
| 8.                  | «Look at me» (나를 바라봐)                                                                                   | Grape                        |                              | Пак Хон             | 3:37         |
| 9.                  | «I can give you all» (다 줄 수 있어)                                                                         | Пан Чун Сок                  | Пан Чун Сок                  | Син Мина            | 4:38         |
| 10.                 | «Fox rain (Acoustic Ver.)» (여우비 (Acoustic Ver.))                                                          |                              |                              |                     | 4:01         |
| Общая длительность: | Общая длительность:                                                                                          | Общая длительность:          | Общая длительность:          | Общая длительность: | 37:59        |

#### Мини-альбомы
| №  | Название                             | Текст песни    | Музыка         | Исполнитель | Длительность |
| -- | ------------------------------------ | -------------- | -------------- | ----------- | ------------ |
| 1. | «Losing my mind» (정신이 나갔었나봐) |                |                | Ли Сын Ги   | 4:12         |
| 2. | Без названия                         | Brave Brothers | Brave Brothers |             |              |

| №  | Название                                            | Исполнитель | Длительность |
| -- | --------------------------------------------------- | ----------- | ------------ |
| 1. | «Fox rain (Main Theme)» (여우비 (Main Theme))       | Ли Сонхи    | 4:12         |
| 2. | «Fox rain (Acoustic Ver.)» (여우비 (Acoustic Ver.)) | Ли Сонхи    | 4:01         |

| №  | Название                                                              | Текст песни       | Музыка            | Исполнитель | Длительность |
| -- | --------------------------------------------------------------------- | ----------------- | ----------------- | ----------- | ------------ |
| 1. | «The person I will love (Miho Theme)» (내가 사랑할 사람 (미호 Theme)) |                   |                   | Ли Сыль Би  | 3:39         |
| 2. | «Ulalah» (울랄라)                                                     | G-High (MonoTree) | G-High (MonoTree) | Ким Кон Мо  | 3:32         |

| №  | Название                             | Текст песни | Музыка      | Исполнитель | Длительность |
| -- | ------------------------------------ | ----------- | ----------- | ----------- | ------------ |
| 1. | «Shalalah» (샤랄라)                  |             |             | Син Мина    | 3:35         |
| 2. | «I can give you all» (다 줄 수 있어) | Пан Чун Сок | Пан Чун Сок | Син Мина    | 4:38         |

| №  | Название | Текст песни                  | Музыка                       | Исполнитель | Длительность |
| -- | --- | ---------------------------- | ---------------------------- | ----------- | ------------ |
| 1. | «Two become one (Love Theme) (With Bonggu of Gilgu Bonggu)» (둘이 하나 (Love Theme) (With 봉구 of 길구봉구)) | Ким Дохун (RBW), Ли Хьон Син | Ким Дохун (RBW), Ли Хьон Син | Лин         | 3:32         |

| №  | Название                                                              | Исполнитель | Длительность |
| -- | --------------------------------------------------------------------- | ----------- | ------------ |
| 1. | «The person I will love (Piano Ver.)» (내가 사랑할 사람 (Piano Ver.)) | Ли Сонхи    | 4:07         |

| №  | Название                                                                 | Текст песни | Музыка          | Исполнитель | Длительность |
| -- | ------------------------------------------------------------------------ | ----------- | --------------- | ----------- | ------------ |
| 1. | «I love you from now on» (지금부터 사랑해 (내 여자친구는 구미호 삽입곡)) | Yangpa      | Ким Дохун (RBW) | Ли Сын Ги   | 3:46         |

## Рейтинги
Самые низкие рейтинги отмечены синим цветом, а самые высокие — красным.
| Серия            | Дата показа      | Среднее значение количества просмотров | Среднее значение количества просмотров | Среднее значение количества просмотров | Среднее значение количества просмотров |
| Серия            | Дата показа      | TNmS                                   | TNmS                                   | AGB Nielsen                            | AGB Nielsen                            |
| Серия            | Дата показа      | Общенациональные                       | Сеул                                   | Общенациональные                       | Сеул                                   |
| ---------------- | ---------------- | -------------------------------------- | -------------------------------------- | -------------------------------------- | -------------------------------------- |
| 1                | 11 августа 2010  | 12,7 %                                 | 13,0 %                                 | 10,2 %                                 | 10,8 %                                 |
| 2                | 12 августа 2010  | 12,6 %                                 | 13,1 %                                 | 10,8 %                                 | 11,7 %                                 |
| 3                | 18 августа 2010  | 14,6 %                                 | 14,9 %                                 | 11,4 %                                 | 11,8 %                                 |
| 4                | 19 августа 2010  | 14,1 %                                 | 14,0 %                                 | 12,0 %                                 | 12,6 %                                 |
| 5                | 25 августа 2010  | 14,0 %                                 | 14,1 %                                 | 10,9 %                                 | 11,2 %                                 |
| 6                | 26 августа 2010  | 14,2 %                                 | 14,1 %                                 | 11,2 %                                 | 11,7 %                                 |
| 7                | 1 сентября 2010  | 13,4 %                                 | 13,4 %                                 | 11,9 %                                 | 13,3 %                                 |
| 8                | 2 сентября 2010  | 13,4 %                                 | 13,6 %                                 | 12,0 %                                 | 12,4 %                                 |
| 9                | 8 сентября 2010  | 13,2 %                                 | 12,8 %                                 | 10,8 %                                 | 11,6 %                                 |
| 10               | 9 сентября 2010  | 12,3 %                                 | 12,6 %                                 | 10,3 %                                 | 11,6 %                                 |
| 11               | 15 сентября 2010 | 13,0 %                                 | 12,8 %                                 | 10,8 %                                 | 12,2 %                                 |
| 12               | 16 сентября 2010 | 10,7 %                                 | 10,4 %                                 | 8,7 %                                  | 9,5 %                                  |
| 13               | 23 сентября 2010 | 19,4 %                                 | 19,8 %                                 | 15,2 %                                 | 15,1 %                                 |
| 14               | 23 сентября 2010 | 22,5 %                                 | 22,8 %                                 | 19,2 %                                 | 19,1 %                                 |
| 15               | 28 сентября 2010 | 18,6 %                                 | 18,6 %                                 | 16,6 %                                 | 17,7 %                                 |
| 16               | 30 сентября 2010 | 21,3 %                                 | 21,0 %                                 | 19,9 %                                 | 21,1 %                                 |
| Среднее значение | Среднее значение | 15,0 %                                 | 15,0 %                                 | 12,6 %                                 | 13,3 %                                 |

## Реакция
Сериал снискал огромный успех как в Южной Корее, так и на международном уровне, возглавляя зрительские рейтинги на протяжении двух месяцев трансляции. Это одна из самых титулованных южнокорейских дорам за всю историю, удостоенная множества престижных наград и номинаций. Среди них — победа в категории «Лучшая зарубежная мыльная опера» на филиппинской премии USTv Students' Choice Awards, а также награды за высшее мастерство, которые получили исполнители главных ролей Ли Сын Ги и Син Мина на церемонии SBS Drama Awards.
Кроме того, на китайской стриминговой платформе Youku дорама собрала свыше 180 миллионов просмотров, а среднее число просмотров каждого эпизода достигло 11 миллионов (по данным на апрель 2016 года). Это делает её одной из самых просматриваемых южнокорейских дорам в Китае.

### Награды и номинации
| Награда                                      | Год  | Категория                                             | Номинант(ы)                        | Результат | Прим.         |
| -------------------------------------------- | ---- | ----------------------------------------------------- | ---------------------------------- | --------- | ------------- |
| MelOn Music Awards                           | 2010 | Топ 10 артистов                                       | «Losing My Mind» — Ли Сын Ги       | Победа    | [ 27 ] [ 28 ] |
| MelOn Music Awards                           | 2010 | Лучший саундтрек                                      | «Losing My Mind» — Ли Сын Ги       | Победа    | [ 27 ] [ 28 ] |
| SBS Drama Awards                             | 2010 | За выдающиеся достижения, лучшая мужская роль в драме | Ли Сын Ги                          | Победа    | [ 29 ]        |
| SBS Drama Awards                             | 2010 | За выдающиеся достижения, лучшая женская роль в драме | Син Мина                           | Победа    | [ 29 ]        |
| SBS Drama Awards                             | 2010 | Лучшая актриса второго плана в драме                  | Юн Ю-сун                           | Номинация | [ 29 ]        |
| SBS Drama Awards                             | 2010 | New Star Award                                        | Но Мин У                           | Победа    | [ 29 ]        |
| SBS Drama Awards                             | 2010 | Топ 10 звёзд                                          | Ли Сын Ги                          | Победа    | [ 29 ]        |
| SBS Drama Awards                             | 2010 | Топ 10 звёзд                                          | Син Мина                           | Победа    | [ 29 ]        |
| SBS Drama Awards                             | 2010 | Лучшая пара                                           | Ли Сын Ги и Син Мина               | Победа    | [ 29 ]        |
| SBS Drama Awards                             | 2010 | Лучшая драма года по версии зрителей                  | Моя девушка — девятихвостая лисица | Номинация | [ 29 ]        |
| DramaBeans Awards                            | 2010 | Популярная драма 2010                                 | Моя девушка — девятихвостая лисица | Победа    | [ 30 ]        |
| DramaBeans Awards                            | 2010 | Популярная комедийная драма                           | Моя девушка — девятихвостая лисица | Победа    | [ 30 ]        |
| DramaBeans Awards                            | 2010 | Лучшая пара                                           | Моя девушка — девятихвостая лисица | Победа    | [ 30 ]        |
| DramaBeans Awards                            | 2010 | Лучший поцелуй                                        | Син Мина & Ли Сын Ги               | Победа    | [ 30 ]        |
| DramaBeans Awards                            | 2010 | Лучший персонаж                                       | Син Мина                           | Победа    | [ 30 ]        |
| DramaBeans Awards                            | 2010 | Лучший персонаж                                       | Ли Сын Ги                          | Номинация | [ 30 ]        |
| DramaBeans Awards                            | 2010 | Лучший злодей                                         | Пак Су Джин                        | Номинация | [ 30 ]        |
| DramaBeans Awards                            | 2010 | Лучшая альтернативная пара                            | Но Мин У & Shin Min-ah             | Номинация | [ 30 ]        |
| DramaBeans Awards                            | 2010 | Прорывной перформанс года                             | Но Мин У                           | Номинация | [ 30 ]        |
| DramaBeans Awards                            | 2010 | Лучший перформанс                                     | Ли Сын Ги                          | Номинация | [ 30 ]        |
| Style Icon Awards                            | 2010 | Актриса-икона стиля, телевизионная категория          | Син Мина                           | Победа    | [ 31 ]        |
| Drama Awards                                 | 2011 | Выдающаяся корейская драма                            | Моя девушка — девятихвостая лисица | Номинация | [ 32 ]        |
| 47-я церемония вручения Baeksang Arts Awards | 2011 | Лучшая мужская роль на ТВ                             | Ли Сын Ги                          | Номинация | [ 33 ]        |
| 47-я церемония вручения Baeksang Arts Awards | 2011 | Лучшая женская роль на ТВ                             | Син Мина                           | Номинация | [ 33 ]        |
| USTv Students' Choice Awards                 | 2012 | Лучшая зарубежная мыльная опера                       | Моя девушка — девятихвостая лисица | Победа    | [ 34 ]        |

### Списки
| Сайт  | Год  | Список                                     | Место | Прим.  |
| ----- | ---- | ------------------------------------------ | ----- | ------ |
| Навер | 2010 | Наиболее часто искомые термины в 2010 году | 3-й   | [ 35 ] |